# Glochidion stylosum
Glochidion stylosum är en emblikaväxtart som beskrevs av Henry Nicholas Ridley. Glochidion stylosum ingår i släktet Glochidion och familjen emblikaväxter. IUCN kategoriserar arten globalt som sårbar. Inga underarter finns listade i Catalogue of Life.